# Onthophagus dux
Onthophagus dux là một loài bọ cánh cứng trong họ Bọ hung (Scarabaeidae).